# Dancing in the Dark (bài hát của Bruce Springsteen)
"Dancing in the Dark" là một bài hát của nghệ sĩ thu âm người Mỹ Bruce Springsteen nằm trong album phòng thu thứ bảy của ông, Born in the U.S.A. (1984). Nó được phát hành vào ngày 4 tháng 5 năm 1984 như là đĩa đơn đầu tiên trích từ album bởi Columbia Records. Bài hát được viết lời bởi Springsteen, trong khi phần sản xuất được đảm nhiệm bởi nam ca sĩ với Jon Landau, Chuck Plotkin và Steven Van Zandt. Được sáng tác và thu âm trong giai đoạn cuối thuộc quá trình thực hiện cho Born in the U.S.A. sau khi người quản lý lúc bấy giờ của Springsteen là Landau yêu cầu ông viết nên một bản hit tiềm năng cho album, "Dancing in the Dark" là một bản classic rock mang nội dung đề cập đến sự đấu tranh của nam ca sĩ trong việc sáng tác một tác phẩm thành công và nỗi lo lắng của ông khi cố gắng viết những bản nhạc để làm hài lòng mọi người, trong đó so sánh cảm giác khó khăn như việc thuê một khẩu súng bị hư vì một mục đích nào đó.
Sau khi phát hành, "Dancing in the Dark" nhận được những phản ứng tích cực từ các nhà phê bình âm nhạc, trong đó họ đánh giá cao giai điệu rock sôi động, chất giọng của Springsteen cũng như quá trình sản xuất nó. Ngoài ra, bài hát còn gặt hái nhiều giải thưởng và đề cử tại những lễ trao giải lớn, bao gồm hai đề cử giải Grammy cho Thu âm của năm và Trình diễn giọng rock nam xuất sắc nhất tại lễ trao giải thường niên lần thứ 27, và chiến thắng giải sau. "Dancing in the Dark" cũng tiếp nhận những thành công vượt trội về mặt thương mại, đứng đầu bảng xếp hạng ở Bỉ và lọt vào top 10 ở hầu hết những quốc gia nó xuất hiện, bao gồm vươn đến top 5 ở những thị trường lớn như Úc, Canada, Ireland, New Zealand, Thụy Điển và Vương quốc Anh. Tại Hoa Kỳ, nó đạt vị trí thứ hai trên bảng xếp hạng Billboard Hot 100 trong bốn tuần liên tiếp, trở thành đĩa đơn thứ hai của Springsteen vươn đến top 5 và đạt thứ hạng cao nhất trong sự nghiệp của ông tại đây.
Video ca nhạc cho "Dancing in the Dark" được đạo diễn bởi Brian De Palma, trong đó ghi lại những hình ảnh Springsteen và ban nhạc của ông trình diễn bài hát trong hai buổi hòa nhạc tại Saint Paul Civic Center vào ngày 28 và 29 tháng 6 năm 1984, trước khi Courteney Cox, người đóng vai trò một người hâm mộ ở hàng ghế đầu, sẽ bước lên sân khấu và nhảy với nam ca sĩ ở cuối video. Nó đã nhận được hai đề cử tại giải Video âm nhạc của MTV năm 1985 ở hạng mục Trình diễn sân khấu xuất sắc nhất và Trình diễn tổng thể xuất sắc nhất, và chiến thắng giải đầu tiên. Kể từ khi phát hành, bài hát đã được hát lại và sử dụng làm nhạc mẫu bởi nhiều nghệ sĩ, như John Legend, Taylor Swift, Vance Joy, Niall Horan, Amy MacDonald, Passenger và Ben Howard, cũng như xuất hiện trong nhiều album tuyển tập của Springsteen, bao gồm Greatest Hits (1995), The Essential Bruce Springsteen (2003), Greatest Hits (2009) và Collection: 1973–2012 (2013).

## Danh sách bài hát
Đĩa 7"
1. "Dancing in the Dark" - 3:59
2. "Pink Cadillac" - 3:33

Đĩa 12" tại châu Âu và Hoa Kỳ
1. "Dancing in the Dark" (Blaster phối) - 6:09
2. "Dancing in the Dark" (bản radio) - 4:50
3. "Dancing in the Dark" (bản Dub) - 5:30

Đĩa 12" tại Anh quốc
1. "Dancing in the Dark" (phối lại mở rộng) - 6:09
2. "Pink Cadillac" - 3:33

## Xếp hạng
| Bảng xếp hạng (1984-85)             | Vị trí cao nhất |
| ----------------------------------- | --------------- |
| Úc (Kent Music Report)              | 5               |
| Bỉ (Ultratop 50 Flanders)           | 1               |
| Canada (RPM)                        | 3               |
| Pháp (IFOP)                         | 36              |
| Ireland (IRMA)                      | 2               |
| Ý (FIMI)                            | 12              |
| Hà Lan (Dutch Top 40)               | 1               |
| Hà Lan (Single Top 100)             | 2               |
| New Zealand (Recorded Music NZ)     | 2               |
| Na Uy (VG-lista)                    | 7               |
| Nam Phi (Springbok Radio)           | 4               |
| Thụy Điển (Sverigetopplistan)       | 2               |
| Anh Quốc (OCC)                      | 4               |
| Hoa Kỳ Billboard Hot 100            | 2               |
| Hoa Kỳ Dance Club Songs (Billboard) | 7               |
| Hoa Kỳ Mainstream Rock (Billboard)  | 1               |

| Bảng xếp hạng (1984)                 | Vị trí |
| ------------------------------------ | ------ |
| Australia (Kent Music Report)        | 1      |
| Canada (RPM)                         | 20     |
| New Zealand (Recorded Music NZ)      | 4      |
| US Billboard Hot 100                 | 14     |
| US Hot Dance Club Songs (Billboard)  | 50     |
| Bảng xếp hạng (1984)                 | Vị trí |
| Australia (Kent Music Report)        | 74     |
| Belgium (Ultratop 50 Flanders)       | 5      |
| Netherlands (Dutch Top 40)           | 3      |
| Netherlands (Single Top 100)         | 7      |
| UK Singles (Official Charts Company) | 29     |

| Bảng xếp hạng (1980-89)       | Vị trí |
| ----------------------------- | ------ |
| Australia (Kent Music Report) | 2      |
| Netherlands (Dutch Top 40)    | 7      |

## Chứng nhận
| Quốc gia                                                                                              | Chứng nhận  | Số đơn vị/doanh số chứng nhận |
| --- | ----------- | ----------------------------- |
| Úc (ARIA)                                                                                             | 3× Bạch kim | 210.000‡                      |
| Canada (Music Canada)                                                                                 | Bạch kim    | 100.000^                      |
| Ý (FIMI)                                                                                              | Vàng        | 25.000‡                       |
| Anh Quốc (BPI)                                                                                        | Vàng        | 500.000‡                      |
| Hoa Kỳ (RIAA)                                                                                         | Bạch kim    | 1.000.000^                    |
| ^ Chứng nhận dựa theo doanh số nhập hàng. ‡ Chứng nhận dựa theo doanh số tiêu thụ và phát trực tuyến. |             |                               |